# Глісон (Теннессі)
Глісон (англ. Gleason) — місто (англ. town) в США, в окрузі Віклі штату Теннессі. Населення — 1369 осіб (2020).

## Географія
Глісон розташований за координатами 36°13′3″ пн. ш. 88°36′38″ зх. д. / 36.21750° пн. ш. 88.61056° зх. д. (36.217371, -88.610663).  За даними Бюро перепису населення США в 2010 році місто мало площу 5,91 км², уся площа — суходіл.

## Демографія
Згідно з переписом 2010 року, у місті мешкало 1445 осіб у 596 домогосподарствах у складі 423 родин. Густота населення становила 245 осіб/км².  Було 651 помешкання (110/км²).
Расовий склад населення:
| - 96,5 % — білих - 1,4 % — чорних або афроамериканців - 0,3 % — корінних американців - 0,2 % — азіатів |

До двох чи більше рас належало 1,5 %. Частка іспаномовних становила 1,2 % від усіх жителів.
За віковим діапазоном населення розподілялося таким чином: 23,2 % — особи молодші 18 років, 60,5 % — особи у віці 18—64 років, 16,3 % — особи у віці 65 років та старші. Медіана віку мешканця становила 40,0 року. На 100 осіб жіночої статі у місті припадало 91,9 чоловіків;  на 100 жінок у віці від 18 років та старших — 86,9 чоловіків також старших 18 років.
Середній дохід на одне домашнє господарство  становив 41 814 долари США (медіана — 29 583), а середній дохід на одну сім'ю — 47 718 доларів (медіана — 40 833). Медіана доходів становила 36 141 долар для чоловіків та 31 146 доларів для жінок. За межею бідності перебувало 30,3 % осіб, у тому числі 58,1 % дітей у віці до 18 років та 6,2 % осіб у віці 65 років та старших.
Цивільне працевлаштоване населення становило 567 осіб. Основні галузі зайнятості: освіта, охорона здоров'я та соціальна допомога — 30,0 %, виробництво — 15,5 %, будівництво — 13,8 %, роздрібна торгівля — 13,2 %.